# The Big Four: Live from Sofia, Bulgaria
The Big Four: Live from Sofia, Bulgaria és un àlbum en directe i de vídeos que presenta un concert realitzat per les bandes Megadeth, Metallica, Slayer i Anthrax, les quatre bandes més importants de thrash metal a nivell mundial. L'esdeveniment tingué lloc el 22 de juny de 2010 en el Sonisphere Festival celebrat al Vasil Levski National Stadium de Sofia (Bulgària). Abans del llançament del DVD, la pel·lícula es mostrà en 450 cinemes dels Estats Units i en 350 més repartits a Europa, Canadà i l'Amèrica Llatina.

## Producció
El 16 de juny de 2010, les quatre bandes van coincidir per primera vegada en el Sonisphere Festival celebrat al Bemowo Airport de Varsòvia (Polònia). Els membres de totes les bandes a excepció de Jeff Hanneman de Slayer van ser fotografiats junts. El concert del 22 de juny s'enregistrà sota la direcció de Nick Wickham i fou emès via satèl·lit en més de 450 cinemes dels Estats Units i 350 d'arreu del món com Europa, Canadà, Amèrica Llatina, Austràlia o Sud-àfrica. Els tiquets estigueren disponibles al preu de 20 dòlars via el portal de TheBigFourLive.com.
L'estiu de 2010 van mostrar el material de la pel·lícula i el disseny artístic. Les diferents versions del disc van anar apareixent durant la tardor en les diferents regions del món, l'edició estàndard, edició deluxe limitada i diferents vídeos.
L'àlbum fou molt ben rebut per part de la crítica musical. Sobre aquest moment històric van destacar l'energia que es desprenia durant tot el concert i l'excitació del públic durant tot l'esdeveniment.

## Dates esdeveniments
| Data                   | Ciutat        | País            | Recinte                                              |
| ---------------------- | ------------- | --------------- | ---------------------------------------------------- |
| 16 de juny de 2010     | Varsòvia      | Polònia         | Sonisphere Festival - Lotnisko Bemowo                |
| 18 de juny de 2010     | Jonschwil     | Suïssa          | Sonisphere Festival - Jonschwil Degenaupark          |
| 19 de juny de 2010     | Milovice      | República Txeca | Sonisphere Festival - Letiště Milovice               |
| 22 de juny de 2010     | Sofia         | Bulgària        | Sonisphere Festival - Vasil Levski National Stadium  |
| 24 de juny de 2010     | Atenes        | Grècia          | Sonisphere Festival - Terra Vibe Park                |
| 26 de juny de 2010     | Bucarest      | Romania         | Sonisphere Festival - Complexul expozițional Romexpo |
| 27 de juny de 2010     | Istanbul      | Turquia         | Sonisphere Festival - BJK İnönü Stadyumu             |
| 23 d'abril de 2011     | Indio         | Estats Units    | Empire Polo Club                                     |
| 2 de juliol de 2011    | Gelsenkirchen | Alemanya        | Veltins-Arena                                        |
| 3 de juliol de 2011    | Göteborg      | Suècia          | Ullevi                                               |
| 6 de juliol de 2011    | Milà          | Itàlia          | Fiera Open Air Arena                                 |
| 8 de juliol de 2011    | Knebworth     | Regne Unit      | Sonisphere Festival - Knebworth House                |
| 9 de juliol de 2011    | Amnéville     | França          | Sonisphere Festival - Snowhall Parc                  |
| 14 de setembre de 2011 | Nova York     | Estats Units    | Yankee Stadium                                       |

## Contingut

### Anthrax
| 1.            | «Caught in a Mosh»                                     | Joey Belladonna, Frank Bello, Charlie Benante, Scott Ian, Dan Spitz                            | 6:04  |
| 2.            | «Got the Time»                                         | Joe Jackson                                                                                    | 3:42  |
| 3.            | «Madhouse»                                             | Belladonna, Bello, Benante, Ian, Spitz                                                         | 4:24  |
| 4.            | «Be All, End All»                                      | Belladonna, Bello, Benante, Ian, Spitz                                                         | 8:00  |
| 5.            | «Antisocial»                                           | Bernie Bonvoisin, Norbert Krief                                                                | 6:37  |
| 6.            | «Indians»/«Heaven and Hell» (Ronnie James Dio Tribute) | Belladonna, Bello, Benante, Ian, Spitz, Ronnie James Dio, Tony Iommi, Bill Ward, Geezer Butler | 10:10 |
| 7.            | «Medusa»                                               | Belladonna, Bello, Benante, Ian, Spitz, Jon Zazula                                             | 5:53  |
| 8.            | «Only»                                                 | Bello, Benante, John Bush, Ian, Spitz                                                          | 6:46  |
| 9.            | «Metal Thrashing Mad»                                  | Benante, Ian, Dan Lilker, Spitz, Neil Turbin                                                   | 3:27  |
| 10.           | «I Am the Law»                                         | Belladonna, Bello, Benante, Ian, Lilker, Spitz                                                 | 8:14  |
| Durada total: | Durada total:                                          | Durada total:                                                                                  | 65:04 |

### Megadeth
| 1.            | «Holy Wars... The Punishment Due» | Dave Mustaine            | 6:33  |
| 2.            | «Hangar 18»                       | Mustaine                 | 5:04  |
| 3.            | «Wake Up Dead»                    | Mustaine                 | 3:44  |
| 4.            | «Head Crusher»                    | Mustaine, Shawn Drover   | 3:18  |
| 5.            | «In My Darkest Hour»              | Mustaine, Dave Ellefson  | 5:26  |
| 6.            | «Skin o' My Teeth»                | Mustaine                 | 3:14  |
| 7.            | «À Tout le Monde»                 | Mustaine                 | 4:28  |
| 8.            | «Hook in Mouth»                   | Mustaine, Ellefson       | 4:39  |
| 9.            | «Trust»                           | Mustaine, Marty Friedman | 5:04  |
| 10.           | «Sweating Bullets»                | Mustaine                 | 4:50  |
| 11.           | «Symphony of Destruction»         | Mustaine                 | 4:15  |
| 12.           | «Peace Sells»/«Holy Wars Reprise» | Mustaine                 | 10:22 |
| Durada total: | Durada total:                     | Durada total:            | 60:57 |

### Slayer
| 1.            | «World Painted Blood»  | Jeff Hanneman, Tom Araya | 6:26  |
| 2.            | «Jihad»                | Hanneman, Araya          | 4:31  |
| 3.            | «War Ensemble»         | Hanneman, Araya          | 5:09  |
| 4.            | «Hate Worldwide»       | Kerry King               | 3:11  |
| 5.            | «Seasons in the Abyss» | Hanneman, Araya          | 6:24  |
| 6.            | «Angel of Death»       | Hanneman                 | 5:34  |
| 7.            | «Beauty Through Order» | Hanneman, Araya          | 5:11  |
| 8.            | «Disciple»             | Hanneman, King           | 5:07  |
| 9.            | «Mandatory Suicide»    | Hanneman, Araya          | 4:14  |
| 10.           | «Chemical Warfare»     | Hanneman, King           | 5:50  |
| 11.           | «South of Heaven»      | Hanneman, Araya          | 4:30  |
| 12.           | «Raining Blood»        | Hanneman, King           | 5:30  |
| Durada total: | Durada total:          | Durada total:            | 61:37 |

### Metallica
| 1.            | «Creeping Death»                                        | James Hetfield, Lars Ulrich, Cliff Burton, Kirk Hammett | 8:11   |
| 2.            | «For Whom the Bell Tolls»                               | Hetfield, Ulrich, Burton                                | 4:29   |
| 3.            | «Fuel»                                                  | Hetfield, Ulrich, Hammett                               | 4:15   |
| 4.            | «Harvester of Sorrow»                                   | Hetfield, Ulrich                                        | 6:18   |
| 5.            | «Fade to Black»                                         | Hetfield, Ulrich, Burton, Hammett                       | 7:31   |
| 6.            | «That Was Just Your Life»                               | Hetfield, Ulrich, Hammett, Robert Trujillo              | 6:53   |
| 7.            | «Cyanide»                                               | Hetfield, Ulrich, Hammett, Trujillo                     | 7:16   |
| 8.            | «Sad but True»                                          | Hetfield, Ulrich                                        | 6:33   |
| 9.            | «Welcome Home (Sanitarium)»                             | Hetfield, Ulrich, Hammett                               | 6:14   |
| 10.           | «All Nightmare Long»                                    | Hetfield, Ulrich, Hammett, Trujillo                     | 7:50   |
| 11.           | «One»                                                   | Hetfield, Ulrich                                        | 8:34   |
| 12.           | «Master of Puppets»                                     | Hetfield, Ulrich, Burton, Hammett                       | 8:06   |
| 13.           | «Blackened»                                             | Hetfield, Ulrich, Jason Newsted                         | 7:58   |
| 14.           | «Nothing Else Matters»                                  | Hetfield, Ulrich                                        | 5:56   |
| 15.           | «Enter Sandman»                                         | Hetfield, Ulrich, Hammett                               | 11:08  |
| 16.           | «Am I Evil?» (amb membres d'Anthrax, Megadeth i Slayer) | Sean Harris, Brian Tatler                               | 6:05   |
| 17.           | «Hit the Lights»                                        | Hetfield, Ulrich                                        | 5:25   |
| 18.           | «Seek & Destroy»                                        | Hetfield, Ulrich                                        | 12:40  |
| Durada total: | Durada total:                                           | Durada total:                                           | 131:22 |

DVD Bonus Feature: DVD 2 / BD 2
Documental amb escenes entre bastidors al Sonisphere, incloent-hi entrevistes i material sobre l'assaig de «Am I Evil?».

## Crèdits
| Anthrax - Joey Belladonna – cantant - Rob Caggiano – guitarra solista, veus addicionals - Scott Ian – guitarra rítmica, veus addicionals - Frank Bello – baix, veus addicionals - Charlie Benante – bateria | Megadeth - Dave Mustaine – cantant, guitarra - Chris Broderick – guitarra, veus addicionals - Dave Ellefson – baix, veus addicionals - Shawn Drover – bateria |

| Slayer - Tom Araya – cantant, baix - Jeff Hanneman – guitarra - Kerry King – guitarra - Dave Lombardo – bateria | Metallica - James Hetfield – vocals, guitarra rítmica - Kirk Hammett – guitarra solista - Robert Trujillo – baix - Lars Ulrich – bateria |

Producció
- Warren Lee – tècnic guitarra, tècnic baix
- Michael Pearce, Philip Richardson – edició
- John Wedge Branon – enginyeria, director producció, director gira
- David May – productor executiu
- Mark Workman – director il·luminació
- Doug C. Short and Scott Boculac – àudio Megadeth
- Russ Russell, Andy Sneap – mescles
- Ross Halfin – fotografia
- Jim Parsons – productor
- Chris Blair, Michael McGuire – pirotècnics
- Mike Osman – tècnic de so
- Alan Doyle – director escena
- Chris David – tècnic vídeo